# Bert (stripreeks)
Bert (ook soms "Bert en Bobje") is een Belgische stripreeks, getekend door Kamagurka.

## Personage
Het personage debuteerde op 3 november 1977 in het weekblad Humo als "Bert Vanderslagmulders" in de vervolgreeks "Van Maerlantstraat 23" (Kamagurka’s toenmalige adres). Bert is een wat oudere man van middelbare leeftijd met een bril en karakteristiek lange neus. Hij heeft geen echte persoonlijkheid, maar vertoont wel vaak absurd gedrag. Doorheen de jaren heeft Kamagurka ontelbare cartoons rond dit personage getekend, waardoor hij voor velen zijn bekendste en meest herkenbare stripfiguur is.
In vroegere afleveringen beleefde hij ook weleens avonturen die meerdere pagina’s in beslag namen, maar sindsdien is "Bert" voornamelijk een gagstrip geworden. Net als de rest van Kamagurka’s oeuvre wordt er in "Bert" vooral gebruikgemaakt van absurde humor en droge humor. Zijn stripverhalen werden vroeger uitgegeven door Uitgeverij Loempia.

## Bobje
In latere cartoons kreeg Bert ook een huisdier: Bobje. Bobje is een hond met een menselijk gezicht die antropomorf gedrag vertoont. Hij loopt soms rechtop of doet dingen die alleen mensen kunnen doen. Zijn enige dierlijke aspect is dat hij niet kan praten. De cartoons met Bobje zijn eerder visueel, terwijl de gags waar Bert alleen in figureert meer naar verbale humor neigen.

## In populaire cultuur
Bert is een van de mascottes van Humo en verscheen daarom ook op vele covers en merchandisingsartikelen rond het blad. Hij is ook te zien in de intro van de culttelevisieserie Lava. Een metershoge opblaasbare pop van Bert en Bobje valt nog steeds tijdens elke editie van het festival Rock Werchter te bewonderen.